# Rey Pila (álbum)
Rey Pila es el álbum debut homónimo del grupo de rock mexicano Rey Pila. Fue grabado en Nueva York y coproducido por Paul Mahajan y Diego Solórzano. El disco está compuesto por temas en inglés y en español, y contiene los sencillos "No. 114", "No Longer Fun" y "Sordo". 
Los tres sencillos entraron a las listas de las mejores canciones de sus respectivos años en las principales estaciones de rock de la Ciudad de México. "No Longer Fun" en la lista de Ibero 90.9 FM del 2010, y "No. 114" y "Sordo" en las listas 2010 y 2011, respectivamente, de la estación Reactor 105.7 FM.
El álbum y la canción "No Longer Fun" fueron ganadores en las categorías Mejor Disco Solista y Canción del Año, respectivamente, de la edición 2010 de los Premios IMAS. Adicionalmente, la edición mexicana de la revista Rolling Stone incluyó al disco en su lista de Los Mejores 10 Discos Latinos del 2010.

## Lista de canciones
1. "Sordo" – 3:32
2. "No Longer Fun" – 3:25
3. "Grenades" – 5:16
4. "Pictures of the Sun" – 3:33
5. "Gift" – 3:46
6. "The Lost Art of Crashing Cars" – 4:05
7. "No. 114" – 3:14
8. "Suspiria" – 3:50
9. "Apollo" – 3:34
10. "Our Project" – 3:44

## Créditos
- Diego Solórzano – voz, guitarras, bajos, sintetizadores, programación, batería, percusión
- Paul Mahajan – sintetizadores y guitarras adicionales
- Mateo González Bufi – guitarra adicional y coros en "Suspiria"
- Alejandra Moreno Dulche – coros en "No Longer Fun"
- Karla Sariñana – coros en "No Longer Fun"
- Daniela Sánchez – coros en "No Longer Fun"
- Sophia Jurewicz – coros en "Pictures of the Sun"
- Isabella Bower – coros en "Pictures of the Sun"
- Geezer – percusión en "Grenades"